# Benedikt-Kloster
Nach dem Heiligen Benedikt sind folgende Klöster benannt:
- Kloster San Benedetto in Conversano ehem. Zisterzienserinnenabtei in Apulien, Italien
- Kloster San Benedetto in Polirone, ein Benediktinerkloster in San Benedetto Po
- Kloster San Benedetto (Subiaco), ein Benediktinerkloster bei Subiaco, Provinz Rom, Region Latium
- Kloster San Benedetto di Monte Favale, eine Zisterziensermönchsabtei bei Pesaro, Provinz Pesaro-Urbino, Region Marken
- Kloster Benediktbeuern, ein ehemaliges Benediktinerkloster in Benediktbeuern, in dem heute Salesianer Don Boscos leben
- Trappistenabtei Snowmass (St. Benedict’s Monastery) in Snowmass, Colorado, USA
- das Kloster in Nursia: Kloster San Benedetto (Norcia); die Basilika aus dem späten 14. Jahrhundert wurde beim Erdbeben von 2016 stark beschädigt

Siehe auch
- Abtei Montecassino, 529 von Benedikt von Nursia an der Stelle der antiken Akropolis gegründet; das Mutterkloster des Ordens